# قلعة (سلطانية)
قلعة (بالفارسية: قلعه) هي قرية تقع في إيران في قسم سلطانیة الریفي. يقدر عدد سكانها بـ 306 نسمة بحسب إحصاء 2016.